# Caribische motmot
De Caribische motmot (Momotus subrufescens) is een vogel uit de familie motmots (Momotidae).

## Verspreiding en leefgebied
Deze soort komt voor in centraal Panama, noordelijk Colombia, noordelijk Venezuela, westelijk Ecuador en noordwestelijk Peru en telt vier ondersoorten:
- M. s. subrufescens: van centraal Panama tot noordelijk en centraal Colombia en noordwestelijk Venezuela.
- M. s. spatha: La Guajira (oostelijk Colombia).
- M. s. osgoodi: westelijk Venezuela.
- M. s. argenticinctus: westelijk Ecuador en noordwestelijk Peru.

## Status
De grootte van de populatie is in 2019 geschat op 50-500 duizend volwassen vogels. Op de Rode lijst van de IUCN heeft deze soort de status niet bedreigd.